# Коаленовский кодекс
Коаленовский кодекс (лат. Codex Coislinianus, условное обозначение Hp или 015 H3) — одна из древнейших рукописей Нового Завета на греческом языке, датируемая началом VI века. Кодекс состоит из 41 листа .

## Особенности рукописи
Коаленовский кодекс написан на пергаменте; размер листа — 30 на 25 см. Текст на листе расположен в одну колонку. Греческий текст стихометрически разбит на строки разной длины, в соответствии с колометрическим изданием Посланий подготовленным Евфалием. 
Рукопись репрезентирует александрийский тип текста. Текст рукописи отнесён к III категории Аланда.
В Послании к Титу сделана приписка, что рукопись исправлялась по рукописи, хранящейся в Кесарийской библиотеке.

## Состав
Коаленовский кодекс содержит Послания Павла; но многие части текста потеряны. Послание к Римлянам, Послание к Филиппийцам, Послание к Ефесянам, 2-е к Фессалоникийцам и Послание к Филимону потеряны целиком. 
До наших времён сохранились:
1 Кор. 10,22–29; 11,9–16;
2 Кор. 4,2–7; 10;5–11,8; 11,12–12,4;
Гал. 1,1–10; 2,9–17; 4,30–5,5;
Кол. 1,26–2,8; 2,20–3,11;
1 Фес. 2,9–13; 4,5–11;
1 Тим. 1,7–2,13; 3,7–13; 6,9–13;
2 Тим. 2,1–9;
Титу 1,1–3, 1,15–2,5; 3,13–15;
Евреям 1,3–8; 2,11–16; 3,13–18; 4,12–15; 10,1–7; 10,32–38; 12,10–15; 13,24–25.

## История
Палеографически кодекс, по единодушному мнению исследователей, датируется началом VI века. 
Рукопись долгое время находилась в лавре на горе Афон.
Пьер Сегье (1588-1672) привёз с Афона 14 листов кодекса в Париж. Во время французской революции Пётр Петрович Дубровский, получив 2 листа кодекса, привез их из Парижа в Петербург.
Сегодня 8 листов рукописи хранится в Афоне (Великая Лавра), 3 в Киеве, 3 в Петербурге, 3 в Москве, 22 листа в Париже, 2 в Турине.